# Remigia remanens
Remigia remanens är en fjärilsart som beskrevs av Walker 1858. Remigia remanens ingår i släktet Remigia och familjen nattflyn. Inga underarter finns listade.

## Bildgalleri

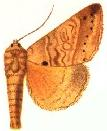